# Beta Hydri
Beta Hydri (β Hyi) – najjaśniejsza gwiazda w południowym gwiazdozbiorze okołobiegunowym Węża Wodnego, oddalona od Słońca o ok. 24,3 roku świetlnego.

## Charakterystyka
Jest to gwiazda podobna do Słońca, należy do tego samego typu widmowego G2, ale jest starsza i znajduje się na późniejszym etapie ewolucji. Jest żółtym podolbrzymem, który uformował się około siedmiu miliardów lat temu, zapewne jako gwiazda typu F9. W przyszłości przekształci się w czerwonego olbrzyma, pojaśnieje z 3,56 do około 1000 jasności Słońca i odrzuciwszy otoczkę zakończy życie jako biały karzeł, o masie prawie o połowę mniejszej niż obecna. Duży ruch własny gwiazdy, równy 2,2″ na rok, wskazuje że jest ona przybyszem z innej części Galaktyki.
Spośród jasnych gwiazd, Beta Hydri znajduje się na niebie najbliżej Małego Obłoku Magellana. Wskutek precesji osi ziemskiej, około 150 roku p.n.e. była ona odległa o mniej niż 2° od bieguna niebieskiego i pełniła rolę południowej gwiazdy polarnej.

## Układ planetarny?
W 2002 roku na podstawie wahań prędkości radialnej stwierdzono, że wokół tej gwiazdy najprawdopodobniej krąży planeta pozasłoneczna podobna do Jowisza. Dokładniejsze pomiary wykonane w następnych latach wskazały jednak, że zmiany prędkości radialnej są mniejsze niż wcześniej oceniano. Bardziej prawdopodobnym wyjaśnieniem wydaje się być cykl aktywności magnetycznej gwiazdy.